# Roger Caratini
Pour les articles homonymes, voir Caratini.
Roger Caratini, né à Paris le 22 décembre 1924 et mort à Limeil-Brévannes le 27 mai 2009, est un philosophe, écrivain, polymathe et encyclopédiste français. 

## Biographie
Né à Paris de parents d'origine corse (cap-corsine) par son père, Jules Caratini, et balanin par sa mère, Céline Anziani[réf. nécessaire]), il devient bachelier à 16 ans, puis réussit hypokhâgne et khâgne au lycée Louis-le-Grand.
En 1943, ayant égaré le gendarme recruteur du STO qui lui demandait sa religion, il passe quelques mois au camp de Drancy mais n'est pas finalement envoyé en Pologne.
Il est licencié en mathématiques et en philosophie. Parallèlement, il est durant cinq ans étudiant en médecine. Il a, entre autres, « appris le sumérien » et « publié de nombreux travaux sur l'astronomie et les mathématiques babyloniennes »,.
Sa thèse de philosophie est supervisée par Bachelard et porte sur l'épistémologie de la théorie des groupes. Après trois ans passés à enseigner la philosophie, il devient psychanalyste pour enfants et adolescents, pendant 17 ans avant d'abandonner le métier en 1966 « pour faire un film sur les Kurdes ». La même année, il rencontre Pierre Bordas qui lui propose, « Puisque vous savez tout », d'écrire une encyclopédie.
Il est père de sept enfants,.

## Travaux
Reconnu pour l’étendue de ses connaissances et souvent comparé au polymathe Jean Pic de la Mirandole, lui-même qualifié de « prince des érudits » de la Renaissance italienne, Roger Caratini est aussi l’auteur de nombreux ouvrages de vulgarisation. 
Il est notamment réputé pour avoir rédigé seul la quasi-intégralité de l’encyclopédie Bordas en 23 volumes (1968-1975),,,,. Afin de créer la seule encyclopédie thématique, et non pas alphabétique, du marché, il travaille quinze heures par jour pendant sept ans aidé de sa femme et d'un secrétaire. Il n'est aiguillé que sporadiquement par des spécialistes sur certains sujets qu'il maîtrise mal. D'après le journal Le Monde, c'est un « succès » : les éditions Bordas en vendront plus de 3 millions d'exemplaires,. 
En 1988, il gagne un procès contre les éditions Bordas pour avoir, dans les années 1980, changé en totalité le contenu de l'encyclopédie en ne modifiant que légèrement son titre.
Par ailleurs, il est parfois classé dans la catégorie des « compilateurs », c'est-à-dire qu'il ne travaille pas toujours à partir de sources historiques mais à partir de biographies ou travaux universitaires déjà existants.
Enfin, Roger Caratini s'intéressa également à la pédagogie scolaire en ouvrant en 1961 le collège mixte du Manoir d'Andrésy dans une vaste propriété dominant la Seine à Andrésy qu'il avait entièrement financé. 
Cet établissement, qui se voulait l'égal des prestigieux Collèges des Roches et du Montcel, prodiguait, largement en avance sur son temps, un « enseignement indirect » basé sur un processus d’apprentissage interactif dirigé par les élèves et non pas directement par les enseignants dont le rôle consistait principalement à modérer, orienter et corriger.
Malheureusement, mal compris par les parents d'élèves et faute de fonds nécessaires au recrutement de professeurs spécialement formés à cette méthode dans les pays scandinaves, le Collège du Manoir d'Andrésy fut contraint d'arrêter ses activités en 1966. 
Ce fut pour Roger Caratini une profonde déception tant il croyait que la pédagogie scolaire, telle qu'elle était enseignée dans les années 1960, méritait d'être totalement réformée, ce qui fut fait partiellement en 1975 à la suite de la réforme Haby qui introduisit la mixité dans les collèges et les lycées.

## Publications
(Liste non exhaustive)
- 1968 à 1975 : Encyclopédie Bordas en 23 volumes
- 1986 : 	La force des faibles - Encyclopédie mondiale des minorités, ed. Larousse, 399 pages, (ASIN B003BPOCOQ)[7],[17],[18]
- 1988 : L'année de la science, Seghers, 551 pages, 1988  (ISBN 2-2210-4946-2) [19],[20]
- 1988 : Dictionnaire des personnages de la Révolution, Le Pré aux Clercs, 1988  (ISBN 2-7144-2232-2)[21],[22],[23],[24]
- 1990 : Dictionnaire des nationalités et des minorités en URSS, ed. Larousse, 272 pages, (ASIN B015YM5MOM)[25]
- 1992 : Le Génie de l'islamisme, Paris, Michel Lafon, mars 1992  (ISBN 2-908-65207-2)
- 1993 :  Panorama encyclopédique des sciences : physique, astronomie, chimie, biologie, géosciences, mathématiques, Belin, 1993  (ISBN 2-7011-1318-0)
- 1997 : Vent de philo. Sur les chemins de la philosophie..., Paris, Michel Lafon, mars 1997  (ISBN 2-84098-267-6)[26]
- 1997 : Jules César (no 1). Rome, ville à vendre !, Paris, Michel Lafon, mai 1997  (ISBN 2-84098-284-6)
- 1997 : Jules César (no 2). La symphonie gauloise, Paris, Michel Lafon, octobre 1997  (ISBN 2-84098-323-0)
- 1998 : Jules César (no 3). Le crépuscule du dieu, Paris, Michel Lafon, janvier 1998  (ISBN 2-84098-338-9)[27]
- 1998 : Napoléon une imposture, Michel Lafon, 1998[28],[29],[30],[31]
- 1999 : Alexandre le grand, Hachette, mars 1999
- 1999 : Naboo, Hachette, juin 1999
- 1999 : Jeanne d'Arc. De Domrémy à Orléans et du bûcher à la légende, Paris, L'Archipel, décembre 1999 (ISBN 2-84187-173-8)[32]
- 2000 : Introduction à la philosophie, l'Archipel, 2000
- 2001 : L'Islam cet inconnu, Albin Michel, octobre 2001[33]
- 2002 : Les Mathématiciens de Babylone, Presses de la Renaissance, 2002[34],[35],[36]
- 2002 : L'Égyptomanie, une imposture, Albin Michel, 2002[37],[38],[39]
- 2002 : Mahomet, vie du prophète, l'Archipel, avril 2002  (ISBN 2-84187-371-4)
- 2003 : La Corse : un peuple, une histoire, l'Archipel, juin 2003  (ISBN 2-84187-469-9)[40],[41]
- 2003 : Jésus - De Bethléem au Golgotha, l'Archipel, novembre 2003  (ISBN 2-84187-543-1)[3]
- 2004 : Les Grandes Impostures de l'histoire de France, de Vercingétorix à Napoléon, Michel Lafon, 2004
- 2005 : Les Cathares, de la gloire à la tragédie, l'Archipel, 2005
- 2005 : Initiation à l'islam, avec Hocine Raïs, Archipoche, 2005
- 2007 : Auguste : roman, Librairie générale française, 2007